# Amyda
Amyda — рід черепах з родини Трикігтеві черепахи Має 3 види.

## Види
- Amyda cartilaginea
- Amyda nakornsrithammarajensis
- Amyda gregaria†

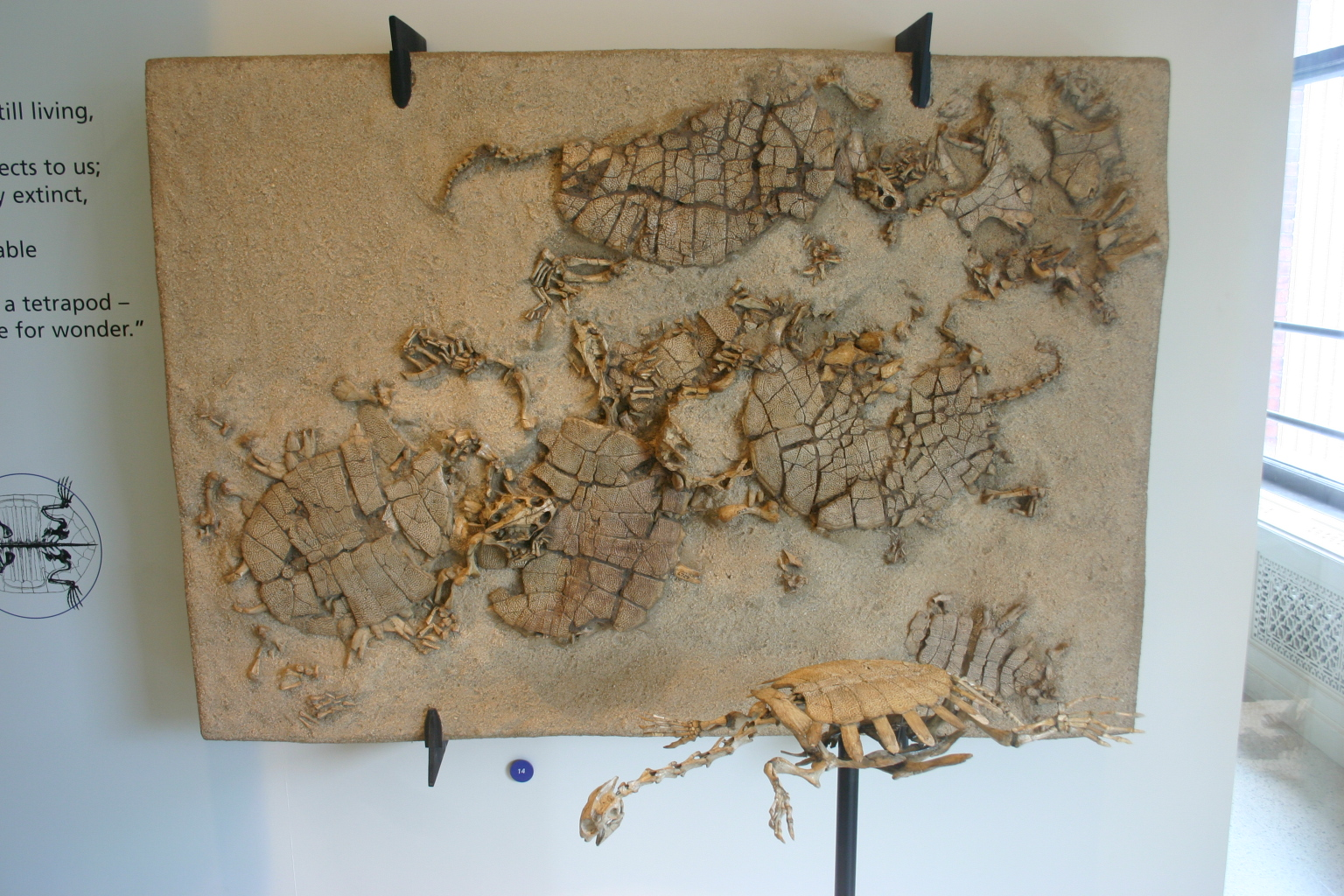
Вимерлий вид Amyda gregaria

Amyda cartilaginea  поширений в Південній та Південно-Східній Азії: В'єтнам, Лаос, Камбоджа, Таїланд, М'янма, Малайзія, Індонезія, Індія, Сингапур.  Amyda nakornsrithammarajensis описана в Таїланді.
Вимерлий антропологічний вид Amyda gregaria. 
До цього роду долучали види північноамериканського роду Apalone, а також Pelodiscus sinensis.